# Тёрнбулл, Венди
Венди Тёрнбулл (англ. Wendy Turnbull;  р. 26 ноября 1952, Брисбен) — австралийская профессиональная теннисистка, теннисный функционер и спортивный комментатор.
- Победительница девяти турниров большого шлема в женском и смешанном парных разрядах
- Победительница чемпионата Virginia Slims 1986 года в парном разряде (с Ганой Мандликовой)
- Бронзовый призёр Олимпийских игр 1988 года в женском парном разряде (с Элизабет Смайли)
- Пятикратная финалистка Кубка Федерации в составе сборной Австралии
- Член Зала теннисной славы Австралии с 2009 года

## Биография
В 15 лет Венди Тёрнбулл бросила школу и четыре года работала в банке.
В 1985 году Тёрнбулл попала в число теннисисток, чьи фотографии были размещены в календаре тура Lipton/WTA. В дальнейшем в течение полутора десятков лет Тёрнбулл входила в Совет директоров WTA-тура. В 1991 году она также была включена в Олимпийский комитет Международной федерации тенниса (ITF) и продолжает оставаться единственным игроком в его составе. Она также работает спортивным комментатором на австралийском канале Network 7.
В 1984 году Тёрнбулл была произведена в члены ордена Британской империи. В 1993 году в её честь был назван общественный парк в её родном Брисбене.
Была представлена на коллекционных карточках Supersisters.

## Спортивная карьера
Венди Тёрнбулл, прозванная за свою быстроту на корте «Кроликом», на протяжении десяти лет входила в число 20 лучших теннисисток мира в одиночном разряде, а с 1977 по 1984 год — в десятку сильнейших. Хотя ей не удалось выиграть ни одного турнира Большого шлема в одиночном разряде, она трижды играла в финалах, а в менее престижных профессиональных турнирах завоевала 13 титулов.
В парах успехи Тёрнбулл были более значительными. С 1978 по 1984 год она выиграла четыре турнира Большого шлема в женском парном разряде (с тремя разными партнёршами) и пять в смешанных парах (также с тремя разными партнёрами). В 1979 году она выиграла Открытый чемпионат Франции по теннису в обоих парных разрядах, в одиночном проиграв в финале. Вплоть до 1988 года она продолжала доходить до финала турниров Большого шлема в женских парах, но в её последних шести финалах, начиная с 1982 года, на её пути к титулу неизменно становилась лучшая женская пара мира — обладательницы Большого шлема Мартина Навратилова и Пэм Шрайвер. Тем не менее, в марте 1986 года Тёрнбулл в паре с Ганой Мандликовой удалось выиграть один из наиболее престижных женских турниров, чемпионат Virginia Slims, победив Навратилову и Шрайвер в полуфинале. Всего же за карьеру Тёрнбулл выиграла в женском парном разряде 55 турниров всех уровней, и не покорились ей только Открытый чемпионат Австралии и Олимпийские игры. В 1988 году, на первом олимпийском турнире после возвращения тенниса в олимпийскую программу, завершавшая карьеру Тёрнбулл выступала в паре с Элизабет Смайли и проиграла в полуфинале будущим чемпионкам Зине Гаррисон и Шрайвер, удовольствовавшись бронзовыми медалями.
В Кубке Федерации Тёрнбулл выступала за сборную Австралии на протяжении 12 лет и пять раз выходила с командой в финал, не сумев, однако, ни разу выиграть главный трофей. Четыре раза австралийкам преграждали путь американки и один раз — команда Чехословакии. Тёрнбулл принадлежит рекорд национальной теннисной сборной по числу побед в играх — 46 из 62 сыгранных встреч в 45 матчах сборной. Девять лет Тёрнбулл была капитаном и тренером австралийской сборной.
После окончания активной профессиональной карьеры Тёрнбулл выступала в соревнованиях ветеранов и завоевала 12 титулов на турнирах Большого шлема в своей возрастной категории.
Игровая карьера Венди Тёрнбулл была отмечена рядом профессиональных наград. В 1977 году она удостоилась награды WTA в категории «Прогресс года», а в 1990 году — в номинации «Вклад в развитие тенниса». В 1983 году она была признана «спортсменкой года» в Австралии, а в 2009 году её имя было включено в списки Зала теннисной славы Австралии.

## Участие в финалах турниров Большого шлема за карьеру (24)

### Женский одиночный разряд (3)
Поражения (3)
| Год  | Турнир                       | Покрытие | Соперница в финале | Счёт в финале |
| ---- | ---------------------------- | -------- | ------------------ | ------------- |
| 1977 | Открытый чемпионат США       | Грунт    | Крис Эверт         | 6–73, 2–6     |
| 1979 | Открытый чемпионат Франции   | Грунт    | Крис Эверт         | 2–6, 0–6      |
| 1980 | Открытый чемпионат Австралии | Трава    | Гана Мандликова    | 0–6, 5–7      |

### Женский парный разряд (15)

#### Победы (4)
| Год  | Турнир                     | Покрытие | Партнёр            | Соперницы в финале                  | Счёт в финале   |
| ---- | -------------------------- | -------- | ------------------ | ----------------------------------- | --------------- |
| 1978 | Уимблдонский турнир        | Трава    | Керри Мелвилл-Рейд | Вирджиния Рузичи Мима Яушовец       | 4–6, 9–810, 6–3 |
| 1979 | Открытый чемпионат Франции | Грунт    | Бетти Стове        | Франсуаза Дюрр Вирджиния Уэйд       | 3–6, 7–5, 6–4   |
| 1979 | Открытый чемпионат США     | Хард     | Бетти Стове        | Билли-Джин Кинг Мартина Навратилова | 7–5, 6–3        |
| 1982 | Открытый чемпионат США (2) | Хард     | Розмари Касальс    | Барбара Поттер Шэрон Уолш           | 6–4, 6–4        |

#### Поражения (11)
| Год  | Турнир                           | Покрытие | Партнёр            | Соперницы в финале                  | Счёт в финале |
| ---- | -------------------------------- | -------- | ------------------ | ----------------------------------- | ------------- |
| 1978 | Открытый чемпионат США           | Хард     | Керри Мелвилл-Рейд | Билли-Джин Кинг Мартина Навратилова | 6–7, 4–6      |
| 1979 | Уимблдонский турнир              | Трава    | Бетти Стове        | Билли-Джин Кинг Мартина Навратилова | 7–5, 3–6, 2–6 |
| 1980 | Уимблдонский турнир (2)          | Трава    | Розмари Касальс    | Кэти Джордан Энн Смит               | 6–4, 5–7, 1–6 |
| 1981 | Открытый чемпионат США (2)       | Хард     | Розмари Касальс    | Кэти Джордан Энн Смит               | 3–6, 3–6      |
| 1982 | Открытый чемпионат Франции       | Грунт    | Розмари Касальс    | Мартина Навратилова Энн Смит        | 3–6, 4–6      |
| 1983 | Уимблдонский турнир (3)          | Трава    | Розмари Касальс    | Мартина Навратилова Пэм Шрайвер     | 2–6, 2–6      |
| 1983 | Открытый чемпионат Австралии     | Трава    | Энн Хоббс          | Мартина Навратилова Пэм Шрайвер     | 4–6, 7–6, 2–6 |
| 1984 | Открытый чемпионат США (3)       | Хард     | Энн Хоббс          | Мартина Навратилова Пэм Шрайвер     | 2–6, 4–6      |
| 1986 | Уимблдонский турнир (4)          | Трава    | Гана Мандликова    | Мартина Навратилова Пэм Шрайвер     | 1–6, 3–6      |
| 1986 | Открытый чемпионат США (4)       | Хард     | Гана Мандликова    | Мартина Навратилова Пэм Шрайвер     | 4–6, 6–3, 3–6 |
| 1988 | Открытый чемпионат Австралии (2) | Хард     | Крис Эверт         | Мартина Навратилова Пэм Шрайвер     | 0–6, 5–7      |

### Смешанный парный разряд (6)

#### Победы (5)
| Год  | Турнир                         | Покрытие | Партнёр      | Соперники в финале            | Счёт в финале   |
| ---- | ------------------------------ | -------- | ------------ | ----------------------------- | --------------- |
| 1979 | Открытый чемпионат Франции     | Грунт    | Боб Хьюитт   | Вирджиния Рузичи Ион Цирьяк   | 6–3, 2–6, 6–3   |
| 1980 | Открытый чемпионат США         | Хард     | Марти Риссен | Бетти Стове Фрю Макмиллан     | 7–5, 6–2        |
| 1982 | Открытый чемпионат Франции (2) | Грунт    | Джон Ллойд   | Клаудия Монтейро Кассиу Мотта | 6–2, 7–6        |
| 1983 | Уимблдонский турнир            | Трава    | Джон Ллойд   | Билли-Джин Кинг Стив Дентон   | 6–75, 7–65, 7–5 |
| 1984 | Уимблдонский турнир (2)        | Трава    | Джон Ллойд   | Кэти Джордан Стив Дентон      | 6–3, 6–3        |

#### Поражение (1)
| Год  | Турнир              | Покрытие | Партнёр    | Соперники в финале    | Счёт в финале |
| ---- | ------------------- | -------- | ---------- | --------------------- | ------------- |
| 1982 | Уимблдонский турнир | Трава    | Джон Ллойд | Энн Смит Кевин Каррен | 6–2, 3–6, 5–7 |

## Участие в финалах чемпионата Virginia Slims в парном разряде (1+1)
| Результат | Год  | Место         | Партнёр         | Соперницы в финале                  | Счёт в финале  |
| --------- | ---- | ------------- | --------------- | ----------------------------------- | -------------- |
| Поражение | 1980 | Нью-Йорк, США | Розмари Касальс | Билли-Джин Кинг Мартина Навратилова | 3–6, 6–4, 3–6  |
| Победа    | 1986 | Нью-Йорк      | Гана Мандликова | Клаудия Коде-Кильш Гелена Сукова    | 6–4, 6–74, 6–3 |

## Участие в финалах Кубка Федерации (0+5)
Поражения (5)
| №  | Год  | Место                   | Команда                                      | Соперник в финале                               | Счёт в финале |
| -- | ---- | ----------------------- | -------------------------------------------- | ----------------------------------------------- | ------------- |
| 1. | 1977 | Истборн, Великобритания | Австралия Д. Бейлстрат, К. Рейд, В. Тёрнбулл | США Р. Касальс, Б.-Дж. Кинг, К. Эверт           | 1-2           |
| 2. | 1978 | Мельбурн, Австралия     | Австралия К. Рейд, В. Тёрнбулл               | США Б.-Дж. Кинг, Т. Остин, К. Эверт             | 1-2           |
| 3. | 1979 | Мадрид, Испания         | Австралия Д. Бейлстрат, К. Рейд, В. Тёрнбулл | США Р. Касальс, Б.-Дж. Кинг, Т. Остин, К. Эверт | 0-3           |
| 4. | 1980 | Западный Берлин         | Австралия Д. Бейлстрат, С. Лео, В. Тёрнбулл  | США К. Джордан, Р. Касальс, Т. Остин, К. Эверт  | 0-3           |
| 5. | 1984 | Сан-Паулу, Бразилия     | Австралия Э. Минтер, Э. Смайли, В. Тёрнбулл  | Чехословакия Г. Мандликова, Г. Сукова           | 1-2           |